# Aeonium leucoblepharum

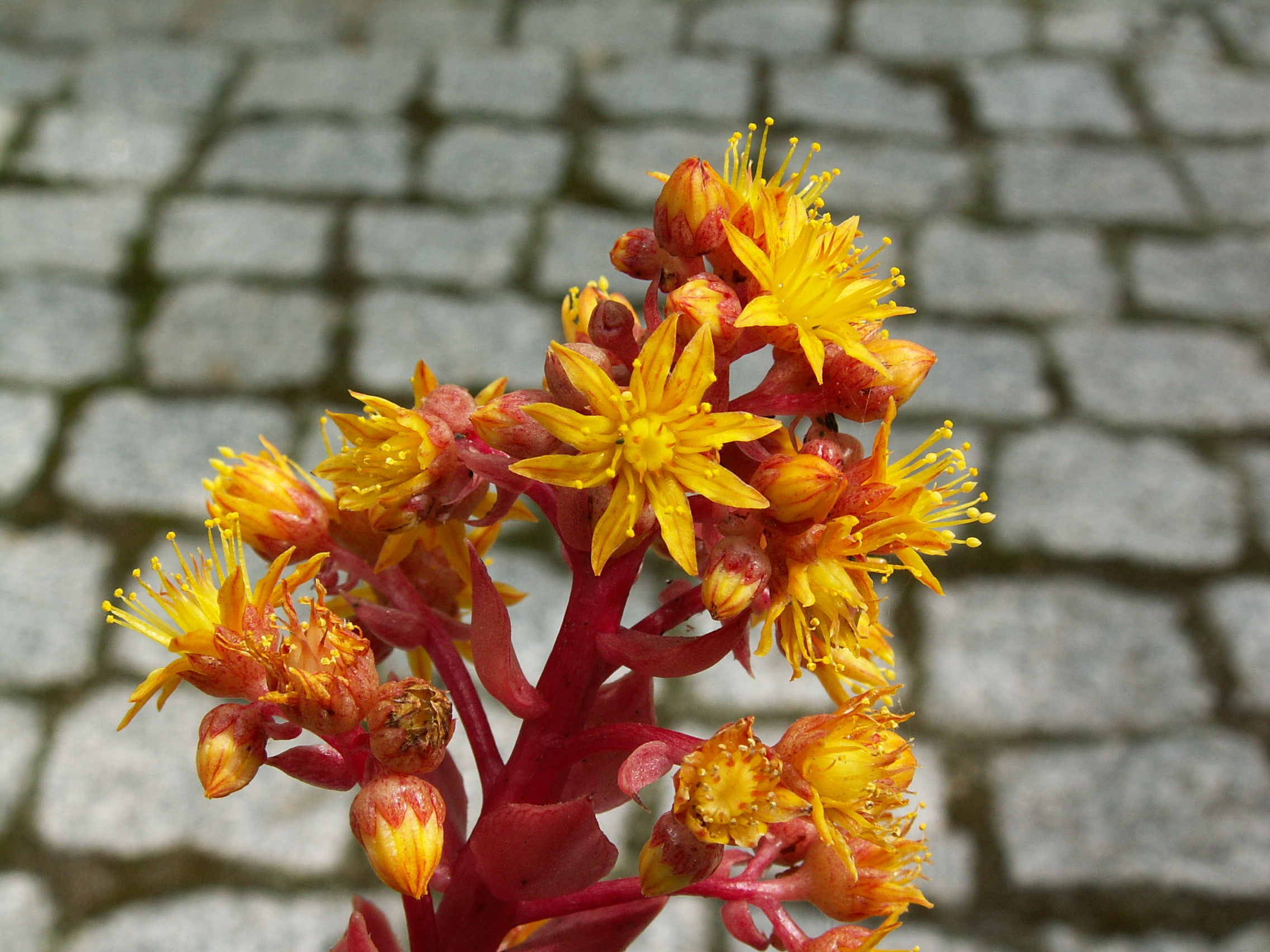
Blüten

Aeonium leucoblepharum ist eine Pflanzenart aus der Gattung Aeonium in der Familie der Dickblattgewächse (Crassulaceae).

## Beschreibung

### Vegetative Merkmale
Aeonium leucoblepharum wächst als mehrjähriger, dicht verzweigter Halbstrauch und erreicht Wuchshöhen von bis zu 2 Meter. Die kahlen, glatten, aufsteigenden oder niederliegend-aufsteigenden Triebe weisen einen Durchmesser von 7 bis 20 Millimeter auf. Ihre in der Mitte abgeflachten Rosetten erreichen einen Durchmesser von 10 bis 20 Zentimeter. Die verkehrt lanzettlichen oder verkehrt eiförmig-spateligen, gelblich grünen bis dunkelgrünen, fast kahlen Laubblätter sind 5 bis 12 Zentimeter lang, 1,5 bis 3,5 Zentimeter breit und 0,2 bis 0,5 Zentimeter dick. Zur Spitze hin sind sie zugespitzt. Die Basis ist keilförmig. Der Blattrand ist mit geraden oder gebogenen Wimpern besetzt, die 0,4 bis 1 Zentimeter lang sind. Die Blätter sind in der Regel entlang des Randes rötlich variegat.

### Generative Merkmale
Der ei- bis kuppelförmige Blütenstand weist eine Länge von 8 bis 18 Zentimeter und eine Breite von 8 bis 15 Zentimeter auf. Der Blütenstandsstiel ist 3 bis 15 Zentimeter lang. Die sieben- bis zehnzähligen Blüten stehen an einem 1 bis 6 Millimeter langen, schwach flaumhaarigen Blütenstiel. Ihre Kelchblätter sind spärlich schwach flaumhaarig. Die gelben, manchmal rot variegaten, elliptischen oder lanzettlichen, stumpf gerundeten Kronblätter sind 6 bis 8 Millimeter lang und 1,8 bis 2,5 Millimeter breit. Die Staubfäden sind kahl bis spärlich schwach flaumhaarig.

### Chromosomenzahl
Die Chromosomenzahl beträgt 2n = 36.

## Systematik und Verbreitung
Aeonium leucoblepharum ist in Jemen, Äthiopien, Somalia, Kenia und Uganda in Höhen von etwa 2000 bis 3500 Metern verbreitet.
Die Erstbeschreibung durch Achille Richard wurde 1848 veröffentlicht.

## Nachweise